# Noa
Noa, nome artístico de Achinoam Nini (אֲחִינוֹעַם נִינִי;  Aẖinóʻam Nini), é uma cantora israelense.

## Biografia
Noa nasceu em Israel em 1969 filha de uma família do Iêmen. Seus avós mudaram para Israel na década de 20 quando seus pais haviam nascido.
Quando tinha 2 anos Noa se mudou para Nova Iorque com seus pais onde viveu até os 16. No ano seguinte, Noa voltou sozinha para Israel, onde durante dois anos serviu o Exército de Israel. 
Um ano depois ela entrou para uma escola de música onde conheceu Gil Dor. Os dois fizeram seu primeiro show juntos em 1990.
Noa começou a cantar com 3 anos, até os sete anos ela escreveu várias músicas sobre deus, árvores e amor.
Em sua carreira com Gil Dor, Noa produziu 3 CD internacionais, 4 CD em Israel, várias coletâneas e centenas de shows por todo o mundo. Além disso Noa teve a oportunidade de conhecer várias personalidades famosas internacionalmente como o Papa João Paulo Segundo, Steven Spielberg, Yitzhak Rabin e o ex-presidente americano Bill Clinton.
Noa também pôde conhecer vários outros famosos músicos como Stevie Wonder,  Carlos Santana e Sheryl Crow.    
Em 21 de março de 2001 seu filho Ayehli nasceu dando-lhe inspiração para criar um de seus mais vendidos álbuns, Noa Now.

## Discografia
- Achinoam Nini and Gil Dor Live (julho de 1991)
- Achinoam Nini and Gil Dor (setembro de 1993)
- Noa (março de 1994)
- Calling (maio de 1996)
- Achinoam Nini (abril de 1997)
- Achinoam Nini & the Israel Philharmonic Orchestra (abril de 1998)
- Blue Touches Blue (março de 2000)
- First Collection (março de 2001)
- Now (setembro de 2002)
- Noa Gold (outubro de 2003)
- Noa Live - DVD/Double CD with the Solis Quartet (outubro de 2005)
- Genes & Jeans (abril de 2008)
- There Must Be Another Way (2009)
- The Israeli Songbook (2011)
- Love Medicine (2014)